# Deutscher Windhundzucht- und Rennverband
Der Deutsche Windhundzucht- und Rennverband (DWZRV) ist der älteste Windhundzuchtverband Deutschlands. Er widmet sich Zucht, Rennwesen, Haltung und Schutz von Windhunden. Der Verein geht auf den Barzoi-Club zu Berlin zurück, der am 24. April 1892 in Berlin gegründet wurde. 1951 wurde der Name zu Deutscher Windhundzucht- und Rennverband geändert. Der Verein ist Mitglied im Verband für das Deutsche Hundewesen, der als Dachverband Deutschland in der FCI vertritt.
Der DWZRV hat 4000 Mitglieder, die in 12 Landesgruppen und 42 Rennvereinen organisiert sind. Jährlich finden ca. 70 Ausstellungen und 80 Rennveranstaltungen sowie zahlreiche Coursings statt.
Der Verein betreut folgende FCI-Rassen: Aus der Gruppe 10, Windhunde: Afghanischer Windhund, Azawakh, Barsoi, Chart Polski, Deerhound, Galgo Español, Greyhound, Irish Wolfhound, Magyar Agár, Saluki, Sloughi, Whippet, Italienisches Windspiel. Aus der Gruppe 5, Spitze und Hunde vom Urtyp: Cirneco dell’Etna, Podenco Canario, Podenco Ibicenco, Podengo Português, Pharaoh Hound. Darüber hinaus betreut der Verein vom VDH auf nationaler Ebene anerkannte Rassen, die von der FCI nicht anerkannt sind, aber von anderen nationalen kynologischen Vereinigungen:  Kritikos Lagonikos, Podenco Andaluz, Taigan, Silken Windsprite.